# SummerSlam
 (mai 2025).
La mise en forme du texte ne suit pas les recommandations de Wikipédia : il faut le « wikifier ».
Les points d'amélioration suivants sont les cas les plus fréquents. Le détail des points à revoir est peut-être précisé sur la page de discussion.
- Les titres sont pré-formatés par le logiciel. Ils ne sont ni en capitales, ni en gras.
- Le texte ne doit pas être écrit en capitales (les noms de famille non plus), ni en gras, ni en italique, ni en « petit »…
- Le gras n'est utilisé que pour surligner le titre de l'article dans l'introduction, une seule fois.
- L'italique est rarement utilisé : mots en langue étrangère, titres d'œuvres, noms de bateaux, etc.
- Les citations ne sont pas en italique mais en corps de texte normal. Elles sont entourées par des guillemets français : « et ».
- Les listes à puces sont à éviter, des paragraphes rédigés étant largement préférés. Les tableaux sont à réserver à la présentation de données structurées (résultats, etc.).
- Les appels de note de bas de page (petits chiffres en exposant, introduits par l'outil «  Source ») sont à placer entre la fin de phrase et le point final[comme ça].
- Les liens internes (vers d'autres articles de Wikipédia) sont à choisir avec parcimonie. Créez des liens vers des articles approfondissant le sujet. Les termes génériques sans rapport avec le sujet sont à éviter, ainsi que les répétitions de liens vers un même terme.
- Les liens externes sont à placer uniquement dans une section « Liens externes », à la fin de l'article. Ces liens sont à choisir avec parcimonie suivant les règles définies. Si un lien sert de source à l'article, son insertion dans le texte est à faire par les notes de bas de page.
- La présentation des références doit suivre les conventions bibliographiques. Il est recommandé d'utiliser les modèles {{Ouvrage}}, {{Chapitre}}, {{Article}}, {{Lien web}} et/ou {{Bibliographie}}. Le mode d'édition visuel peut mettre en forme automatiquement les références.
- Insérer une infobox (cadre d'informations à droite) n'est pas obligatoire pour parachever la mise en page.

Pour une aide détaillée, merci de consulter Aide:Wikification.
Si vous pensez que ces points ont été résolus, vous pouvez retirer ce bandeau et améliorer la mise en forme d'un autre article.
 (mai 2025).
Si vous disposez d'ouvrages ou d'articles de référence ou si vous connaissez des sites web de qualité traitant du thème abordé ici, merci de compléter l'article en donnant les références utiles à sa vérifiabilité et en les liant à la section « Notes et références ».
En pratique : Quelles sources sont attendues ? Comment ajouter mes sources ?
SummerSlam est un événement annuel de catch (lutte professionnelle) produite par la World Wrestling Entertainment, se déroulant chaque année au mois d'août; et diffusée en direct en  paiement à la séance (ou pay-per-view en anglais). Le tout premier SummerSlam a lieu le 29 août 1988 au Madison Square Garden à New York (État de New York) et est diffusé en PPV. Surnommé « Le Plus Grand Événement de l'Été », SummerSlam fait partie des quatre plus gros pay-per-view originaux de la WWE (nommés le « Big Four » avec le Royal Rumble, WrestleMania et les Survivor Series) et est considéré comme le second plus grand événement de l'année après WrestleMania.

## Histoire

### Développement

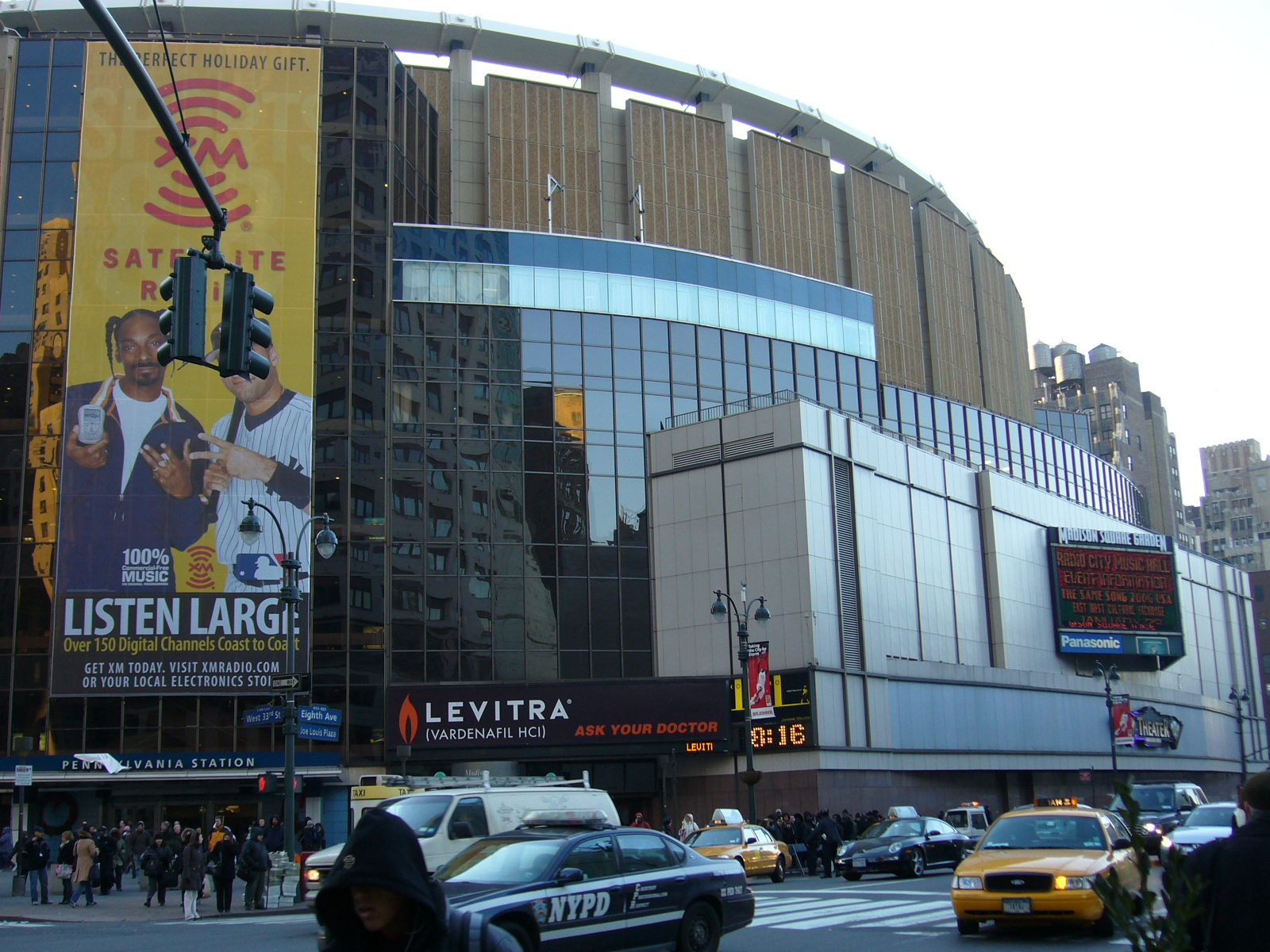
Le Madison Square Garden de New York a accueilli Summerslam trois fois à ce jour incluant la première édition, SummerSlam 1988, 1991 et 1998.

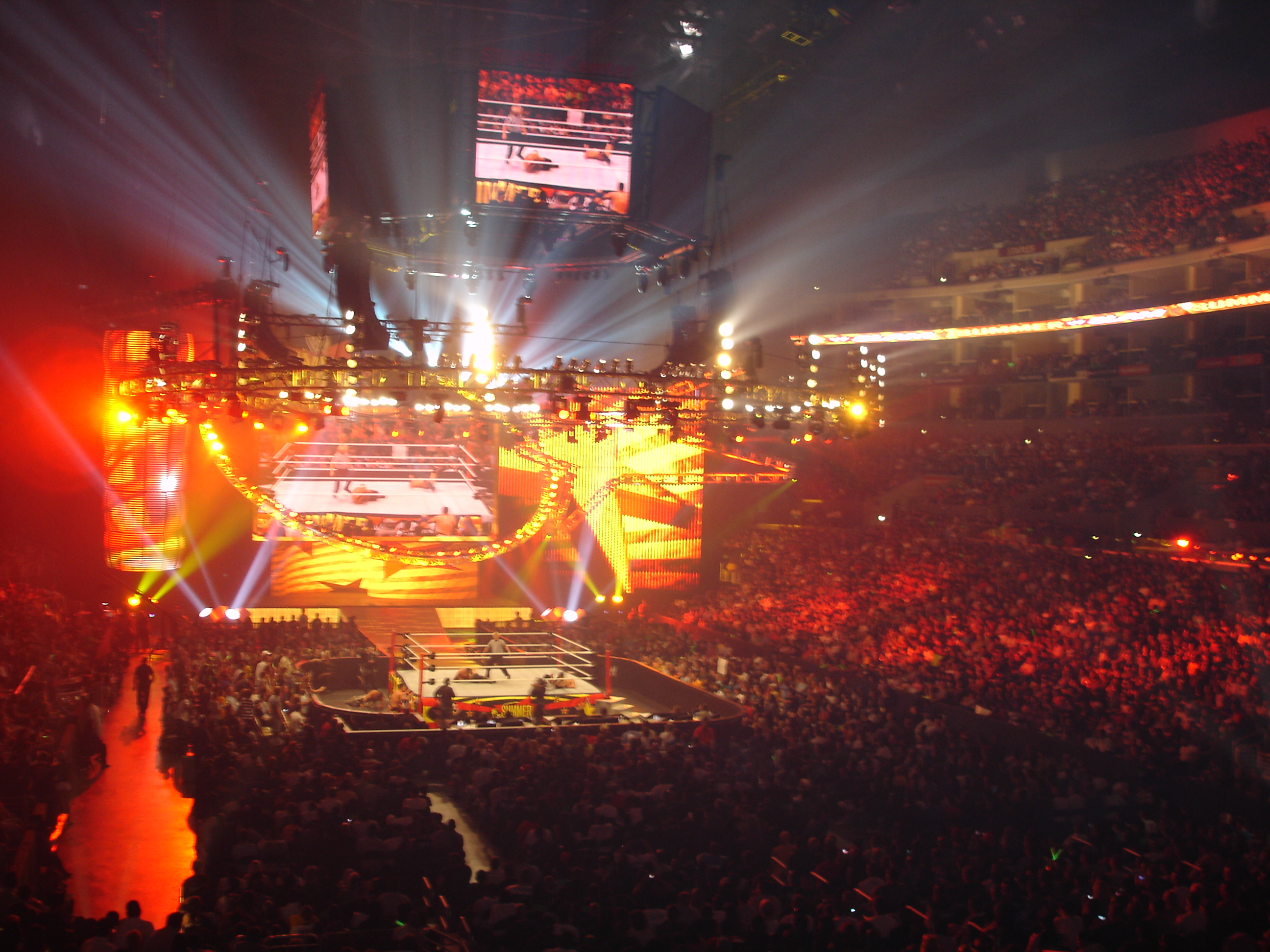
Le Staples Center de Los Angeles aura accueilli six éditions consécutives du SummerSlam (de 2009 a 2014).

Dans les années 1980, la World Wrestling Federation (WWF) de Vince McMahon est en concurrence avec la fédération principale de lutte professionnelle des États-Unis, qu'est la  Jim Crockett Promotions (en) (JCP), alors membre de la National Wrestling Alliance (NWA). Avec le succès de l'évènement phare de la JCP, Starrcade lancé en 1983, Vince McMahon réplique en créant WrestleMania. Après WrestleMania III, qui est à l'époque le plus grand succès de toute l'industrie du catch avec ses 93 173 spectateurs, Vince McMahon créé un nouveau PPV, les Survivor Series, et a l'idée de le diffuser le même jour que Starrcade '87 en novembre 1987. Après avoir vaincu Jim Crockett dans les audiences pay-per-view, Vince McMahon attaque à nouveau en créant le Royal Rumble, qu'il diffusera gratuitement sur USA Network en janvier 1988, établissant à l'époque le record d'audience de la chaîne câblée avec plus de huit millions de foyers qui ont regardé l'événement. En retour, Jim Crockett créé le PPV Clash of the Champions diffusé simultanément avec WrestleMania IV. Le nouveau PPV n'ayant pas réussi à faire autant d'audiences que WrestleMania, Jim Crockett fait faillite et vend la JCP au milliardaire Ted Turner, qui la rebaptise alors World Championship Wrestling (WCW).
En plus de WrestleMania au printemps, le Royal Rumble en hiver et les Survivor Series en automne, McMahon ajoute un évènement en pay-per-view en été, SummerSlam. La WWF ayant le monopole sur le marché des événements en paiement à la séance, Ted Turner commence la diffusion mensuelle d'évènements en paiement à la séance de la WCW. Les deux sociétés que sont la WWF et la WCW ont commencé à engranger des millions de dollars de recettes, tandis que les autres promotions coulent ou sont reléguées en arrière-plan. SummerSlam est devenu l'un des plus importants évènements de la World Wrestling Federation et membre du « Big Four » des quatre plus grands évènements en PPV avec WrestleMania, le Royal Rumble et les Survivor Series.

### Brand Extension
En 2002, la WWF a décidé de scinder la liste des catcheurs en deux parties : la division WWE RAW et la division WWE SmackDown!. Les évènements en pay-per-view mettent en scène exclusivement l'une ou l'autre des deux divisions : SummerSlam, WrestleMania, le Royal Rumble et les Survivor Series sont les quatre seuls évènements en PPV où les lutteurs des deux divisions peuvent se rencontrer. Par exemple, lors des Survivor Series, le match 5 contre 5 à élimination met en vedette les catcheurs des deux divisions, amenant alors au classique RAW vs. SmackDown! match. En 2006, SummerSlam est le premier événement à présenter la nouvelle division, ECW. Cependant en 2007, tous les évènements en PPV ont commencé à inclure les trois divisions. La branche ECW ayant fermé en 2010, les PPV ne mettent plus en valeur que les catcheurs des deux divisions restantes, jusqu'à la suppression pure et simple de la Brand Extension en 2011, où n'importe quelle superstar peut apparaître dans n'importe quel show.

## Historique deSummerSlam
| #                                                                             | Événement                          | Ville                              | Lieu                                   | Main Event | Spectateurs |
| ----------------------------------------------------------------------------- | ---------------------------------- | ---------------------------------- | -------------------------------------- | --- | ----------- |
| 1                                                                             | SummerSlam (1988) 29 août 1988     | New York (New York)                | Madison Square Garden                  | The Mega Powers (Hulk Hogan et Randy Savage) contre The Mega Bucks (Ted DiBiase et André the Giant) avec en arbitre spécial, Jesse Ventura                                      | 20 000      |
| 2                                                                             | SummerSlam (1989) 28 août 1989     | East Rutherford (New Jersey)       | Meadowlands Arena                      | Hulk Hogan et Brutus Beefcake contre Randy Savage et Zeus | 20 000      |
| 3                                                                             | SummerSlam (1990) 27 août 1990     | Philadelphie (Pennsylvanie)        | Wachovia Spectrum                      | The Ultimate Warrior contre Rick Rude dans un Steel Cage match pour le WWF World Heavyweight Championship                                                                       | 19 304      |
| 4                                                                             | SummerSlam (1991) 26 août 1991     | New York (New York)                | Madison Square Garden                  | Hulk Hogan et The Ultimate Warrior contre Sgt. Slaughter, Colonel Mustafa et General Adnan dans un match Handicap arbitré par Sid Justice                                       | 20 000      |
| 5                                                                             | SummerSlam (1992) 29 août 1992     | Londres (Grand Londres) Angleterre | Wembley                                | Bret Hart (c) contre The British Bulldog pour le WWF Intercontinental Heavyweight Championship                                                                                  | 80 355      |
| 6                                                                             | SummerSlam (1993) 30 août 1993     | Auburn Hills (Michigan)            | The Palace of Auburn Hills             | Yokozuna (c) contre Lex Luger pour le WWF Championship | 23 954      |
| 7                                                                             | SummerSlam (1994) 29 août 1994     | Chicago (Illinois)                 | United Center                          | The Undertaker contre "The Undertaker" | 23 000      |
| 8                                                                             | SummerSlam (1995) 27 août 1995     | Pittsburgh (Pennsylvanie)          | Pittsburgh Civic Arena                 | Diesel (c) contre King Mabel pour le WWF Championship | 18 062      |
| 9                                                                             | SummerSlam (1996) 18 août 1996     | Cleveland (Ohio)                   | Gund Arena                             | Shawn Michaels (c) contre Vader pour le WWF Championship | 17 000      |
| 10                                                                            | SummerSlam (1997) 3 août 1997      | East Rutherford (New Jersey)       | Continental Airlines Arena             | The Undertaker (c) contre Bret Hart pour le WWF Championship arbitré par Shawn Michaels                                                                                         | 20 213      |
| 11                                                                            | SummerSlam (1998) 30 août 1998     | New York (New York)                | Madison Square Garden                  | Stone Cold Steve Austin (c) contre The Undertaker pour le WWF Championship | 21 588      |
| 12                                                                            | SummerSlam (1999) 22 août 1999     | Minneapolis (Minnesota)            | Target Center                          | Stone Cold Steve Austin (c) contre Mankind contre Triple H dans un Triple Threat match pour le WWF Championship arbitré par Jesse Ventura                                       | 17 370      |
| 13                                                                            | SummerSlam (2000) 27 août 2000     | Raleigh (Caroline du Nord)         | Raleigh Entertainment and Sports Arena | The Rock (c) contre Kurt Angle contre Triple H dans un Triple Threat match pour WWF Championship                                                                                | 17 002      |
| 14                                                                            | SummerSlam (2001) 19 août 2001     | San José (Californie)              | Compaq Center                          | Booker T (c) contre The Rock pour le WCW Championship | 15 293      |
| 15                                                                            | SummerSlam (2002) 25 août 2002     | Uniondale (New York)               | Nassau Coliseum                        | The Rock (c) contre Brock Lesnar pour le Undisputed WWE Championship | 14 797      |
| 16                                                                            | SummerSlam (2003) 24 août 2003     | Phoenix (Arizona)                  | America West Arena                     | Triple H (c) vs. Chris Jericho contre Kevin Nash contre Shawn Michaels vs. Randy Orton contre Goldberg dans un Elimination Chamber match pour le World Heavyweight Championship | 16 113      |
| 17                                                                            | SummerSlam (2004) 15 août 2004     | Toronto (Ontario) Canada           | Centre Air Canada                      | Chris Benoit (c) contre Randy Orton pour le World Heavyweight Championship | 17 640      |
| 18                                                                            | SummerSlam (2005) 21 août 2005     | Washington, D.C. (Virginie)        | MCI Center                             | Hulk Hogan contre Shawn Michaels | 18 640      |
| 19                                                                            | SummerSlam (2006) 20 août 2006     | Boston (Massachusetts)             | TD Banknorth Garden                    | Edge (c) contre John Cena pour le WWE Championship | 16 168      |
| 20                                                                            | SummerSlam (2007) 26 août 2007     | East Rutherford (New Jersey)       | Continental Airlines Arena             | John Cena (c) contre Randy Orton pour le WWE Championship | 17 242      |
| 21                                                                            | SummerSlam (2008) 17 août 2008     | Indianapolis (Indiana)             | Conseco Fieldhouse                     | The Undertaker contre Edge dans un Hell in a Cell match | 15 977      |
| 22                                                                            | SummerSlam (2009) 23 août 2009     | Los Angeles (Californie)           | Staples Center                         | Jeff Hardy (c) contre CM Punk dans un TLC match pour le World Heavyweight Championship                                                                                          | 14 116      |
| 23                                                                            | SummerSlam (2010) 15 août 2010     | Los Angeles (Californie)           | Staples Center                         | Team WWE (John Cena, Johnny Morrison, R-Truth, Bret Hart, Edge, Chris Jericho et Daniel Bryan) contre The Nexus                                                                 | 17 463      |
| 24                                                                            | SummerSlam (2011) 14 août 2011     | Los Angeles (Californie)           | Staples Center                         | CM Punk (c) contre John Cena (c) pour le WWE Championship arbitré par Triple H                                                                                                  | 17 404      |
| 25                                                                            | SummerSlam (2012) 19 août 2012     | Los Angeles (Californie)           | Staples Center                         | Brock Lesnar contre Triple H dans un No Disqualification match | 20 000      |
| 26                                                                            | SummerSlam (2013) 18 août 2013     | Los Angeles (Californie)           | Staples Center                         | John Cena (c) contre Daniel Bryan pour le WWE Championship arbitré par Triple H                                                                                                 | 17 739      |
| 27                                                                            | SummerSlam (2014) 17 août 2014     | Los Angeles (Californie)           | Staples Center                         | John Cena (c) contre Brock Lesnar pour le WWE World Heavyweight Championship | 17 537      |
| 28                                                                            | SummerSlam (2015) 23 août 2015     | Brooklyn (New York)                | Barclays Center                        | The Undertaker contre Brock Lesnar (avec Paul Heyman) | 15 702      |
| 29                                                                            | SummerSlam (2016) 21 août 2016     | Brooklyn (New York)                | Barclays Center                        | Randy Orton contre Brock Lesnar (avec Paul Heyman) | 15 974      |
| 30                                                                            | SummerSlam (2017) 20 août 2017     | Brooklyn (New York)                | Barclays Center                        | Braun Strowman contre Roman Reigns contre Samoa Joe contre Brock Lesnar (c) (avec Paul Heyman) pour le WWE Universal Championship                                               | 16 219      |
| 31                                                                            | SummerSlam (2018) 19 août 2018     | Brooklyn (New York)                | Barclays Center                        | Brock Lesnar (c) (avec Paul Heyman) contre Roman Reigns pour le WWE Universal Championship                                                                                      | 16 169      |
| 32                                                                            | SummerSlam (2019) 11 août 2019     | Toronto (Ontario) Canada           | Scotiabank Arena                       | Brock Lesnar (c) (avec Paul Heyman) contre Seth Rollins pour le WWE Universal Championship                                                                                      | 16 904      |
| 33                                                                            | SummerSlam (2020) 23 août 2020     | Orlando (Floride)                  | Amway Center                           | Braun Strowman (c) contre "The Fiend" Bray Wyatt pour le WWE Universal Championship                                                                                             | 0           |
| 34                                                                            | SummerSlam (2021) 21 août 2021     | Paradise (Nevada)                  | Allegiant Stadium                      | Roman Reigns (c) (avec Paul Heyman) contre John Cena pour le WWE Universal Championship                                                                                         | 51 326      |
| 35                                                                            | SummerSlam (2022) 30 juillet 2022  | Nashville (Tennessee)              | Nissan Stadium                         | Roman Reigns (c) (avec Paul Heyman) contre Brock Lesnar pour l'Undisputed WWE Universal Championship                                                                            | 48 449      |
| 36                                                                            | SummerSlam (2023) 5 août 2023      | Détroit (Michigan)                 | Ford Field                             | Roman Reigns (c) (avec Paul Heyman) contre Jey Uso pour l'Undisputed WWE Universal Championship                                                                                 | 59 194      |
| 37                                                                            | SummerSlam (2024) 3 août 2024      | Cleveland (Ohio)                   | Cleveland Browns Stadium               | Cody Rhodes (c) contre Solo Sikoa pour l'Undisputed WWE Championship | 57 791      |
| 38                                                                            | SummerSlam (2025) 2 et 3 août 2025 | East Rutherford (New Jersey)       | MetLife Stadium                        | Gunther (c) contre CM Punk pour le World Heavyweight Championship | 53 161      |
| 38                                                                            | SummerSlam (2025) 2 et 3 août 2025 | East Rutherford (New Jersey)       | MetLife Stadium                        | John Cena (c) contre Cody Rhodes pour l'Undisputed WWE Championship | 60 561      |
| (c) – désigne le(s) champion(s) défendant son/leurs titre(s) pendant le match |                                    |                                    |                                        | |             |

## Statistiques
- Affluence
  - SummerSlam (1992) (80 355 spectateurs au Wembley Stadium, Londres,  Angleterre)
  - SummerSlam (2025) (nuit 2) (60 561 spectateurs au MetLife Stadium, East Rutherford, New Jersey)
  - SummerSlam (2023) (59 194 spectateurs au Ford Field, Détroit, Michigan)
  - SummerSlam (2024) (57 791 spectateurs au Cleveland Browns Stadium, Cleveland, Ohio)
  - SummerSlam (2025) (nuit 1) (53 161 spectateurs au MetLife Stadium, East Rutherford, New Jersey)
  - SummerSlam (2021) (51 326 spectateurs au Allegiant Stadium, Paradise, Nevada)

- Plus grand nombre de participations
  - Randy Orton (17) (2003-2007, 2009-2011, 2013-2017, 2019-2021, 2025)
  - The Undertaker (16) (1992-2005, 2008, 2015)
  - John Cena (16) (2004-2017, 2021, 2025)
  - Triple H (13) (1995, 1997-2000, 2002-2004, 2006-2009, 2012)
  - Rey Mysterio (12) (2002-2007, 2009-2012, 2021-2022)
  - Brock Lesnar (12) (2002-2003, 2012-2019, 2022-2023)
- Plus grand nombre de victoires
  - The Undertaker (10) (1992-1995, 1999, 2001-2003, 2008, 2015)
  - Edge (9) (1998, 2000-2002, 2004-2006, 2010, 2021)
  - Triple H (8) (1995, 1998, 2002-2004, 2006-2009)
  - Randy Orton (8) (2004-2005, 2009-2011, 2013, 2017, 2021)
  - Seth Rollins (8) (2014-2015, 2017-2020, 2023, 2025)
  - Bret Hart (7) (1990-1991, 1993-1995, 1997, 2010)
  - Roman Reigns (7) (2014-2015, 2018, 2021-2023, 2025)
- Le plus grand nombre de Main-Events
  - Brock Lesnar (9) (2002, 2012, 2014-2019, 2022)
  - John Cena (8) (2006-2007, 2010-2011, 2013-2014, 2021, 2025)
  - The Undertaker (5) (1994, 1997-1998, 2008, 2015)
  - Roman Reigns (5) (2017-2018, 2021-2023)
  - Hulk Hogan (4) (1988-1989, 1991, 2005)
  - Triple H (4) (1999-2000, 2003, 2012)
  - Randy Orton (4) (2003-2004, 2007, 2016)